# 傅運生
傅運生（?—?），江西省瑞州府高安縣人，清朝政治人物、進士出身。
光緒二十年（1894年），参加光緒甲午科殿試，登進士二甲87名。同年五月，以主事分部学习。